# اوناورووا
اوناورووا (به لاتین: Unaweruwa) یک منطقهٔ مسکونی در سری‌لانکا است که در استان مرکزی (سری‌لانکا) واقع شده‌است.